# Saltos ornamentais no Campeonato Mundial de Esportes Aquáticos de 2011 - Plataforma 10 m sincronizado masculino
A prova da plataforma 10 m sincronizado masculino dos saltos ornamentais no Campeonato Mundial de Esportes Aquáticos de 2011 foi realizada no dia 17 de julho no Shanghai Oriental Sports Center em Xangai.

## Calendário
| Fase       | Data        |
| ---------- | ----------- |
| Preliminar | 17 de julho |
| Final      | 17 de julho |

## Medalhistas
| Ouro                       | Prata                                      | Bronze                                              |
| China · Qiu Bo · Huo Liang | Alemanha · Patrick Hausding · Sascha Klein | Ucrânia · Oleksandr Gorshkovozov · Oleksandr Bondar |

## Resultados
34 saltadores de 17 nações participaram da prova. Para a final classificaram-se as 12 melhores nações.
| Pos.              | Saltadores                              | Nacionalidade   | Preliminar | Preliminar | Final     | Final |
| Pos.              | Saltadores                              | Nacionalidade   | Pontos     | Pos.       | Pontos    | Pos.  |
| ----------------- | --------------------------------------- | --------------- | ---------- | ---------- | --------- | ----- |
| Medalha de ouro   | Qiu Bo Huo Liang                        | China           | 477.96     | 1          | 480.03    | 1     |
| Medalha de prata  | Patrick Hausding Sascha Klein           | Alemanha        | 441.12     | 3          | 443.01    | 2     |
| Medalha de bronze | Oleksandr Gorshkovozov Oleksandr Bondar | Ucrânia         | 423.99     | 6          | 435.36    | 3     |
| 4                 | Ilya Zakharov Victor Minibaev           | Rússia          | 429.84     | 4          | 427.98    | 4     |
| 5                 | David Boudia Nick McCrory               | Estados Unidos  | 447.21     | 2          | 420.69    | 5     |
| 6                 | Peter Waterfield Thomas Daley           | Reino Unido     | 424.47     | 5          | 407.46    | 6     |
| 7                 | Germán Sánchez Iván García              | México          | 419.58     | 7          | 393.09    | 7     |
| 8                 | Eric Sehn Kevin Geyson                  | Canadá          | 386.22     | 9          | 386.70    | 8     |
| 9                 | Kazuki Murakami Yu Okamoto              | Japão           | 396.12     | 8          | 380.52    | 9     |
| 10                | Timofei Hordeichik Vadim Kaptur         | Bielorrússia    | 372.57     | 11         | 378.78    | 10    |
| 11                | Juan Ríos Víctor Ortega                 | Colômbia        | 372.96     | 10         | 374.43    | 11    |
| 12                | Jeinkler Aguirre José Guerra            | Cuba            | 368.01     | 12         | 371.82    | 12    |
| 16.5              | H09.5                                   |                 |            |            | 00:55.635 | O     |
| 13                | Francesco Dell'Uomo Maicol Verzotto     | Itália          | 361.86     | 13         |           |       |
| 14                | Hugo Parisi Rui Marinho                 | Brasil          | 347.01     | 14         |           |       |
| 15                | Edickson Contreras Enrique Rojas        | Venezuela       | 333.00     | 15         |           |       |
| 16                | Ri Hyon-Ju Hyon Il-Myong                | Coreia do Norte | 316.77     | 16         |           |       |
| 17                | Noor Husaini Muhammad Nasrullah         | Indonésia       | 304.80     | 17         |           |       |